# 常備軍
常備軍（じょうびぐん、英: standing army）は、恒常的に編成されている、多くの場合はプロフェッショナルな軍隊のことである。志願制の場合も徴兵に基づく場合もあるが、いずれにせよ常勤の兵士で構成されている。これは、長期登録されているが戦争または自然災害時にのみ召集される予備役であるとか、戦争または戦争の脅威が差し迫った場合にのみ民間人を徴集して、戦争または脅威が去ると解散する一時的な軍隊とは異なる。
通常、常備軍とは、よりよい装備を持ち、より高度に訓練され、緊急時の即応性に優れ、抑止力としても効果的で、そして何よりも戦争に備えている。西欧でこの用語が生まれたのは1600年頃だが、そのはるか以前から常備軍は存在していた。
ヨーロッパ諸国において、封建社会が崩壊し市民社会が成立する過程に現れた絶対王政にあって、官僚制とともに制度を特徴付けるものとされる。

## 古代史

### メソポタミア
アッカド帝国の創設者であるサルゴン王は、プロの軍隊を組織したと考えられている 。しかし、最古のはっきりとした記録が残っている常備軍の創設者はアッシリアのティグラト・ピレセル3世（在 紀元前745年～紀元前727年）である 。ディグラト・ピレセル3世は民兵を解散させ、代わりにプロの兵士に給料を支払った。彼の軍隊は主にアッシリア兵で構成されていたが、外国の傭兵と属国兵も補助戦力としていた。彼が創設した常備軍は、当時の世界で最も洗練された行政および経済機関でもあり、戦争（による略奪）を利用したアッシリア経済の原動力でもあった。

### 古代ギリシャ
古代ギリシアでは、都市国家（ポリス）の軍隊は本質は市民である民兵を集めたものだった。例外は古代スパルタで、常備軍が（農閑期である夏だけでなく）一年中訓練を行っていた。5世紀ものあいだ、雇われた傭兵を除けば、彼らが古代ギリシャで唯一のプロの兵士だった。ただし、スパルタ軍には普通はスパルタ兵（Spartiates）だけでなく、補助兵力としてそれよりもずっと多数のヘイロタイ（農奴）の兵が含まれており、多数のスパルタの同盟国の軍も伴っていた。
マケドニアのピリッポス2世が、最初の本当のプロのギリシャ軍を設立した。それまでの民兵、つまり普段は主に自給自足のために土地を耕作していて、遠征のために臨時召集される兵士のかわりに、年間を通して給料を支払われる兵士と騎兵を使った。

### 古代中国
古代中国では、夏、殷、周の各王朝があり、それを守るための軍隊も有していた。この軍は貴族が率いていたが、農民と奴隷に大きく依存していた。西周は常備軍を維持し、他の都市国家を効果的に支配し、影響力を広めることができた。西周とは異なり、東周は当初、常備軍がなかった。代わりに、彼らは約150の都市国家から民兵を徴兵した。そんな中、晋は紀元前678年に最初に常備軍を持った。中国史上最初のプロの軍隊は、最初の中華帝国である紀元前221年に成立した秦朝によって創設された。秦の下では、戦争は農民に頼るのではなく、訓練を受けた職業兵士によって戦われた。

### 古代インド
古代インドでは、戦争はヴェーダ時代から存在していた。しかし、その頃の戦争は、主にさまざまな氏族と王国の間で、クシャトリヤ階級によってのみ争われていた。インドの真の常備軍は、年間を通して有給のプロの兵士を基盤としていた十六大国の下で発展した。十六大国の中で最も著名なのはマガダ王国だった。インドの最初の常備軍は、支配者ビンビサーラによってマガダで組織されたと認識されている。この時期の常備軍の使用は、パーニニの著作でも確認されている。
ナンダ帝国は南アジアで最初の真の帝国を形成したことが確認されており、大規模な常備軍を維持することでそれを実現した。プリニウスによれば、ナンダ帝国はピーク時に20万の歩兵、2万の騎兵、3,000頭の象、2,000両の戦車を雇用していた。マウリヤ朝はナンダ朝を倒し、当時最大の常備軍を結成した。プリニウスによれば、彼らは当初、多民族の傭兵に依存し、最終的には60万の歩兵、3万の騎兵、9,000頭の象からなる大規模なプロの軍隊を編成した。マウリヤ朝時代、カウティリヤは著作実利論で常備軍の構成と役割を詳述した。実利論によれば、マウリヤ朝の軍隊では、過去行われていたクシャトリヤのカーストだけでなく、他のカーストの人々も傭っていた。

### 古代ローマ
最初のローマ皇帝アウグストゥスの治下、ローマ帝国では正規の給料を受け取るプロの常備軍が次第に整備されていった。軍団兵のプロの軍隊は維持するのにも費用がかかったが、戦闘部隊としてだけでなく、属州の警察、土建事業の担い手、護衛としても帝国を支えた。軍団兵は、25年間の名誉ある軍務ののちには除隊報奨金を受け取る資格のある市民志願兵だった。正規軍団を補完するアウクシリアは市民権を持たない属州民の補助兵力であり、通常は軍務に対する報酬として市民権を獲得した。

## 中世と近世の歴史

### オスマン帝国
中世のヨーロッパで最初の近代常備軍は、1363年にオスマン帝国のスルタンムラト1世の下で編成されたイェニチェリだった 。

### フランス
西ローマ帝国の崩壊以後で、封建契約による軍務の代わりに、給料で維持される最初のキリスト教国の常備軍は、百年戦争がまだ激しさを増している時期、1430年代にフランス王シャルル7世の下で創設された。王は、当時進行中だった戦争、それに将来起きるであろう紛争では、プロの信頼できる軍隊が必要だと気づいた。この部隊は、軍役の期間、編成および給与を規定する「勅令」を発することで生まれた。これら勅令中隊は、15世紀後半から16世紀初頭にヨーロッパの戦場を支配し、フランス大陸軍（Gendarme）の中核となった。部隊はフランス全土に駐屯し、必要に応じて駐屯地から呼び出され、より大きな部隊の一部となった。非貴族階級を出自とする自由射手と歩兵の部隊も準備されたが、それらの部隊は百年戦争の終わりに解隊となった。
戦争のための歩兵の大部分は、依然として都市と地方からの民兵によって賄われた。地元で戦うため、地方単位または都市単位で編成され、募集地にちなんで名付けられた。徐々にこれらの部隊は恒久的なものとなっていき、1480年代にスイス人の教官が採用され、いくつかの「バンド」（民兵）が組み合わされて最大9000人の一時的な「軍団」が編成された。彼らは給料をもらって契約し、訓練を受けることになった。
アンリ2世はさらに、民兵組織に取って代わる歩兵連隊を編成することにより、フランス軍を正規軍化した。
最初の連隊、ピカルディ、ピエモンテ、ナバラ、シャンパーニュは、Les Vieux Corps（古軍団）と呼ばれていた。戦争が終わった後、コストを節約するために連隊を解散させることは通常の方針だった。古軍団と国王の直轄兵であるメゾン・デュ・ロイ（Maison du roi）だけが生き残った。

### ハンガリー
1462年にハンガリー国王マーチャーシュ1世によって設立された黒軍は、最初の中央/東ヨーロッパの常備軍だった。しかし、黒軍は確かに最初の野戦部隊の常備軍だったが、実際には、ハンガリーは1420年代から国境要塞の駐屯兵というかたちで恒久的な軍隊を維持していた。

### スペイン
スペイン帝国のテルシオは、プロの兵士で構成された最初のスペインの常設部隊だった。彼らのパイクと銃編成は、16世紀から17世紀前半までのヨーロッパの戦場での優位性を保証した。他の諸勢力もテルシオ編成を採用したが、それらの軍隊はスペイン兵の恐るべき評判の域に達しなかった。この、プロの兵士からなるスペイン軍事力の中核には、他国が対抗するのが難しかった。

### サハラ以南のアフリカ
サハラ砂漠南縁のサヴァンナ（サヘル地帯）では、軍事に専従する戦士を中核とした軍隊を持つ、軍事的に強力な国家が現れることがあった:32。ソンガイはそのうちのひとつである:32。史料『スーダーンの歴史』が伝えるところによれば、アスキヤ・ムハンマド（在位:1493年–1529年）が王権を受け継いだころのソンガイは、その同盟国や征服した国から徴募した兵と、近衛騎兵（常備軍）を持っていた:32。
『スーダーンの歴史』の著者サァディーによると、スンニ・アリ（在位:1464年–1492年）の頃は「誰もが戦士」であったが、アスキヤ・ムハンマドは「文民と戦士を区別した」という:32。1506年にソンガイは南方のボルグに攻め入るが、多数の近衛騎兵を失った:32。このときムハンマドの弟が「あなたはソンガイを滅亡させた」と言うとムハンマドは「彼らがいる限りソンガイに平和は訪れなかった」と答えた:32。Thornton (1999) によれば、近衛騎兵の指揮官には王の親族が配され、強い王には固い忠誠を持つものの、その軍事力で王を廃してしまう場合もあり、アスキヤ・ムハンマドはこうした近衛騎兵に対して醒めた目で見ていた可能性がある:32。

### イングランドとイギリス
オリバー・クロムウェルの登場以前、イングランドは常備軍を欠いており、代わりに地方の役人たちによって組織された民兵、貴族によって動員された私兵、およびヨーロッパ大陸から傭った傭兵などに頼っていた。これは、イングランド内戦でクロムウェルが5万人のニューモデル軍を組織し、変化した。このプロ兵士の集団は、訓練を受けていない民兵よりも効果的であることが証明され、彼が国を支配することを可能にした。軍は1660年のイングランド王政復古のあとで議会によって解散された。クロムウェルのモデルは当初、軍のさまざまな兵站的および政治的問題のために失敗と見なされていた。
1661年の民兵法（The King's Sole Right over the Militia Act 1661）は、地方当局が国王の承認なしに民兵を編成することを禁止した。これは地方の役人が彼ら自身の戦闘部隊を編成するインセンティブを弱めた。チャールズ2世はその後、通常の予算から支出された122,000ポンドの費用で、歩兵と騎兵の4個連隊を組織して近衛と呼んだ。これが恒久的なイギリス軍の基礎となった。1685年までに、それは野戦部隊の連隊で7,500名の兵力に成長し、1,400名が駐屯地に恒久的に駐屯した。1685年のモンマスの反乱はジェームズ2世に部隊の規模を2万人に増やす口実を与え、1688年には37,000名がいた。1689年、ウィリアム3世は軍を74,000名に拡大し、1694年には94,000名に拡大した。王個人の指揮下にある大兵力の存在によって、王が力を持ちすぎることを警戒した議会は、1697年に基幹人員を7,000名に減らした。
スコットランドとアイルランドは理論的には別々の軍事資産を持っていたが、事実上はイギリス軍として合併していた。
権利の章典によって、公式に、常備軍に対する国王の権限も、議会の同意なくしては行使できないようになった 。
アダム・スミスは、その最も影響を与えた著作である国富論で、常備軍は社会の近代化の兆候であると述べている

### アメリカ
アメリカのイギリスの13植民地では、文民統制下にない常備軍に対する強い不信感があった 。アメリカ合衆国の憲法（第1条第8項）は、連邦予算を2年に制限し、大統領ではなく議会に財政的管理を委ねている。ただし、大統領は、最高司令官として、軍隊が召集された場合には軍隊の指揮権を保持する。フィラデルフィア憲法制定会議に結集した人々が抱いていた常備軍に対する不信感は、上院が高位の士官の任命と昇進を承認するという憲法上の要件に反映されている。1787年の憲法制定会議では、エルブリッジ・ゲリーは大規模な常備軍に対する批判を行っている：「内での平穏は約束されるが、外での冒険を企てる危険な誘惑ともなる」 
米英戦争中に起きた1814年のブラーデンスバーグの戦いでは、メリーランド民兵とバージニア民兵がイギリス軍に完全に敗北した。ジェームズ・マディソン大統領は、次のような言葉を残している。「この日、目撃した光景なしには、私は民兵と正規軍との間にこれほど大きな違いがあったとは信じられなかっただろう」